# Marina Raskova
Marina Mikhaïlovna Raskova (russe : Раско́ва Мари́на Миха́йловна) née à  Moscou le 28 mars 1912 et morte le 4 janvier 1943 à Saratov, est une pilote, figure de l'aviation soviétique pendant la Seconde Guerre mondiale. Elle fait partie des 800 000 femmes engagées dans l'Armée rouge, et est la fondatrice de trois régiments d'aviation entièrement féminins durant la guerre face à l'Allemagne.

## Biographie

### Famille
Née dans une famille de la classe moyenne, son père était le chanteur d'opéra et professeur de chant Mikhail Malinine et sa mère était professeure. Une sœur de sa mère, Anna Spiridonova née Lioubatovitch, était la célèbre chanteuse russe Tatiana Lioubatovitch, son demi-frère (du côté paternel) était le constructeur de sous-marins Boris Malinine (en). 
Enfant, elle voulait faire comme son père : chanter à l'opéra. Mais ce dernier meurt tragiquement des suites d'un accident de la route en 1919. Marina s'oriente alors vers des études de chimie et commence à travailler dans une usine de colorant comme chimiste.

### Carrière
En 1934 elle est navigatrice diplômée, en 1935 pilote diplômée. En 1937, elle devient pilote d'essais et entre au NKVD en 1939. 
En 1938, elle devient célèbre en établissant le record féminin de vol longue distance (5 900 km) entre Moscou et Komsomolsk... vol interrompu sur la fin, elle dut se parachuter et survécut 10 jours dans la neige avec seulement deux barres chocolatées. Pour ces exploits elle est faite héros de l'union soviétique le 2 novembre 1938. Elle reçoit aussi l'ordre de Lénine et l'Étoile d'or (no 104). Elle devient une intime de Staline. Pendant la Seconde Guerre mondiale, des femmes intègrent déjà les forces armées, notamment l'aviation, mais Staline lui demande de former des escadrons constitués exclusivement de femmes en 1941. 
Elle forme ainsi trois régiments à Engels : 
- le 586e de chasseurs ;
- le 587e de bombardiers (dont elle était commandant) ;
- le 588e qui a servi à Stalingrad et est connu sous le surnom des « sorcières de la nuit » (donné par les Allemands à celles qui les attaquaient la nuit) et sera promu en septembre 1943 le 125e de la Garde. Il est le plus décoré de tous les régiments de l'aviation soviétique[2].

Elle meurt durant la bataille de Stalingrad. Elle convoyait des bombardiers vers le front lorsqu'une tempête de neige l'a surprise près de Saratov et son appareil a heurté une falaise, le 4 janvier 1943.    
Staline lui organise des obsèques nationales et fait placer ses cendres dans la nécropole du mur du Kremlin, un honneur réservé aux plus hautes personnalités de l'Union soviétique. En juin 1943, un navire est baptisé en son honneur Marina Raskova. Son nom est également donné à des rues, des bâtiments et des places à Moscou et dans de nombreuses autres villes soviétiques.

## Régiments
- Le 586e régiment de chasse de l'armée de l'air soviétique. Il devint mixte quelque temps après la mort de Marina Raskova et fut dissous à la fin de la guerre.
- Le 588e régiment de bombardiers de nuit de l'armée de l'air soviétique, renommé plus tard Gv 46 NBAP "Taman".
- Le 125e régiment de bombardiers de l'armée de l'air soviétique.